# Sageo

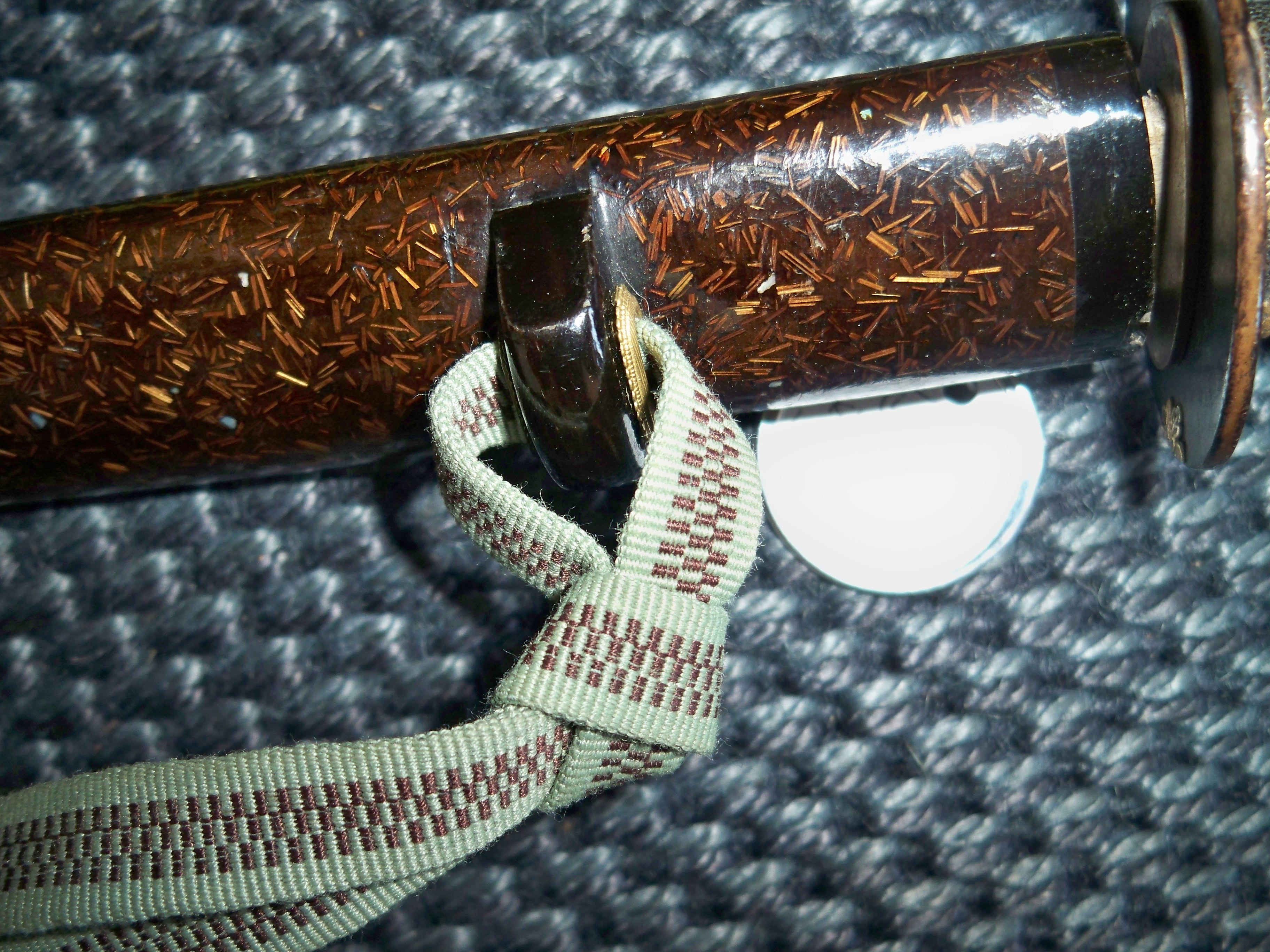
Sageo

Le sageo (下げ緒)  est une petite corde unie ou tressée, en coton ou en soie, attachée au saya (fourreau) par un petit anneau, le kurigata (栗形). Les sageo sont utilisés pour tous types de sabre : katana, tachi, wakizashi et tanto.
Lorsque le sabre est porté, le saya est simplement glissé dans la ceinture (obi) ; le sageo s'attache alors au obi et permet d'éviter qu'on vole le sabre.
En ninjutsu, on l'utilise aussi pour immobiliser un adversaire ou l'étrangler, en particulier dans les techniques où le sabre reste dans le fourreau (saya no uchi).
Dans le cas où le sabre est utilisé comme décoration, le sageo est noué d'une certaine façon comme ornement. Il existe différentes manières de nouer le sageo :
- le nœud araki ryu : il s'agit d'un nœud de base très simple utilisé pour les sabres de décoration ;
- de manière basique, le sageo peut être attaché au kurigata par un nœud de galère ; et il peut être attaché au obi par un nœud de demi-cabestan.